# Orizzonte astrologico

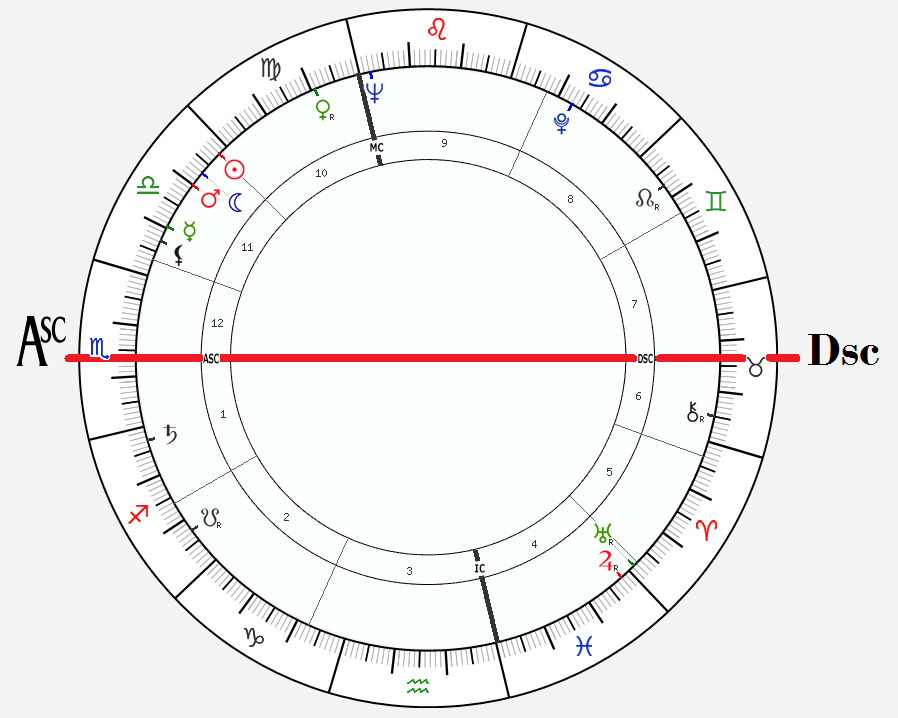
Esempio di Orizzonte astrologico nel tema natale dell'allenatore di calcio Enzo Bearzot

In astrologia l'Orizzonte astrologico indica l'orizzonte del luogo di nascita che è simbolicamente situato al centro della linea orizzontale in un tema natale.

Ogni pianeta si muove in moto circolare ma quest'ultimo deve essere rapportato alla rotazione giornaliera della Terra, intesa simbolicamente come luogo di nascita e durante
questa rotazione l'Orizzonte viene attraversato dai due punti che indicano la levata del Sole ovvero l'Ascendente ASC ed il tramonto o Discendente DISC.

Il punto più elevato sopra l'Orizzonte è detto Mezzogiorno ovvero Medium Coeli o MC, quello più basso è la Mezzanotte ovvero Imum Coeli o IC mentre il meridiano che li collega è detto Asse MC-IC. Questo meridiano incrociando l'Orizzonte divide il grafico natale in quattro importanti settori.

I nati all'alba avranno il Sole vicino all'ASC mentre i nati al tramonto lo avranno vicino al DISC.
 
L'Orizzonte simboleggia la consapevolezza e la disposizione dei pianeti in una o nell'altra parte dell'oroscopo è utile per definire meglio la personalità di un individuo che sarà però suscettibile di modifiche dopo l'esame di tutti gli aspetti astrali.

Se più pianeti sono posizionati nella parte superiore dell'Orizzonte o diurna, il nativo, cioè il soggetto a cui fa riferimento il grafico zodiacale, può essere estroverso, socievole ed ambizioso.

Se viceversa la maggior parte dei pianeti è situata sotto l'Orizzonte il nativo può avere doti spirituali e introspettive.

L'asse dell'orizzonte è delimitata ai due estremi dall'Ascendente, cuspide della prima casa e visibile a sinistra, e dal Discendente, cuspide della settima casa, visibile a destra del grafico.

Nell'interpretazione bisogna tener presente che la visione astrologica è geocentrica, per cui la sinistra del tema natale è in realtà il punto Est mentre la destra è il punto Ovest. Analogamente sono invertiti i punti cardinali Sud e Nord.